# A.S.D. Lanciotto Campi Bisenzio
Associazione Sportiva Dilettantistica Lanciotto Campi Bisenzio hay đơn giản là Lanciotto là một câu lạc bộ bóng đá Ý, có trụ sở tại Campi Bisenzio, Tuscany.

## Lịch sử
Câu lạc bộ được thành lập vào ngày 23 tháng 6 năm 2005 sau khi sáp nhập AC Lanciotto (thành lập năm 1944 và được đặt tên theo đảng phái địa phương Lanciottto Ballerini) và AS Campi Bisenzio (thành lập năm 1969 với tên AC La Villa).
Đội được thăng hạng lên Serie D trong mùa 2010-11 sau khi một sự thăng thiên bắt đầu ở Promozione trong mùa giải 2009-10.

## Màu sắc và huy hiệu
Màu của đội là đỏ, vàng và xanh.

## Mùa hiện tại
Để xem điểm số của mùa giải hiện tại bấm vào đây  ngày 31 tháng 3 năm 2012 tại Wayback Machine.